# No branco II
No branco II (em alemão: Auf Weiss II) é uma pintura a óleo sobre tela realizada pelo artista russo Wassily Kandinsky em 1923, em Weimar na Alemanha.
 Para criar esta pintura, Kandinsky utilizou a técnica da litografia, usando, pelo menos, quatro pedras.